# Пасшур
Пасшу́р (рос. Пасшур) — присілок у складі Юкаменського району Удмуртії, Росія.
Населення — 14 осіб (2010; 24 в 2002).
Національний склад (2002):
- росіяни — 71 %